# Ростовцев, Андрей Африканович
Андре́й Африка́нович Росто́вцев  (род. 21 марта 1960 года, Москва, РСФСР, СССР) — советский и российский физик, общественный деятель. Доктор физико-математических наук, профессор. Один из основателей вольного сетевого сообщества «Диссернет».

## Биография
В 1983 году окончил Московский инженерно-физический институт (с 2009 года — Национальный исследовательский ядерный университет «МИФИ»). После окончания работал в Институте теоретической и экспериментальной физики (ИТЭФ).
Сфера профессиональных интересов — экспериментальная физика высоких энергий и физика элементарных частиц. Является автором нескольких сотен работ по физике элементарных частиц, один из наиболее цитируемых российских авторов работ по экспериментальной физике на ускорителях частиц. Входит в состав Корпуса экспертов по физике.
В 1997 году защитил докторскую диссертацию на тему «Экспериментальное исследование адронных взаимодействий фотона с помощью детектора Н1 на ускорителе ГЕРА»
В 2011 году после передачи ИТЭФ под управление Курчатовскому институту выступал в СМИ с рядом критических заявлений в защиту института, против засилья малокомпетентными представителями новой администрации и бюрократизации науки в целом. Совместно с Владимиром Ураловым основал интернет-проект «Спаси ИТЭФ» (Save ITEP). За критику в адрес администрации института был уволен из ИТЭФ в конце 2013 года.
После увольнения из ИТЭФ, поступил на работу в Институт проблем передачи информации имени А. А. Харкевича РАН, лаборатория № 5 «Квантовая физика и информация». В 2024 году был уволен из ИППИ РАН.

## Участие в международных проектах
- Эксперимент ARGUS[6] на электрон-позитронном коллайдере DORIS.
- Фундаментальные исследования в области физики высоких энергий H1[7]
- Нейтринная обсерватория ANTARES[8]

## Диссернет и диссерорубка
В феврале 2013 года Ростовцев совместно с журналистом Сергеем Пархоменко, биологом Михаилом Гельфандом и физиком Андреем Заякиным основали Вольное сетевое сообщество Диссернет, занимающееся разоблачением фальшивых диссертаций. Ростовцевым был разработан ключевой компонент системы проверки диссертаций — «диссерорубка профессора Ростовцева».
В 2018 году Ростовцев вошел в состав Комиссии РАН по противодействию фальсификации научных исследований. В 2020 году работа, проделанная Диссернетом под руководством А. Ростовцева, легла в основу доклада Комиссии о хищных журналах и переводном плагиате.